# Fußball-Club Gelsenkirchen-Schalke 04 2004-2005
Questa voce raccoglie le informazioni riguardanti il Fußball-Club Gelsenkirchen-Schalke 04 nelle competizioni ufficiali della stagione 2004-2005.

## Stagione
Nella stagione 2004-2005 lo Schalke, allenato da Jupp Heynckes, Eddy Achterberg e Ralf Rangnick, concluse il campionato di Bundesliga al 2º posto. In Coppa di Germania lo Schalke perse la finale con il Bayern Monaco. In Coppa Intertoto lo Schalke vinse la doppia finale con il Slovan Liberec e guadagnò l'accesso in Coppa UEFA. In Coppa UEFA lo Schalke fu eliminato al terzo turno dallo Šachtar.

## Rosa
| N. |                        | Ruolo | Calciatore           |
| -- | ---------------------- | ----- | -------------------- |
| 1  | Germania (bandiera)    | P     | Frank Rost           |
| 2  | Danimarca (bandiera)   | C     | Christian Poulsen    |
| 3  | Georgia (bandiera)     | C     | Levan K'obiashvili   |
| 4  | Germania (bandiera)    | D     | Thomas Kläsener      |
| 5  | Brasile (bandiera)     | D     | Bordon               |
| 6  | Turchia (bandiera)     | C     | Hamit Altıntop       |
| 7  | Germania (bandiera)    | A     | Michael Delura       |
| 9  | Brasile (bandiera)     | A     | Ailton               |
| 10 | Brasile (bandiera)     | C     | Lincoln              |
| 11 | Danimarca (bandiera)   | A     | Ebbe Sand            |
| 12 | Paesi Bassi (bandiera) | D     | Marco van Hoogdalem  |
| 13 | Germania (bandiera)    | P     | Christofer Heimeroth |
| 14 | Ghana (bandiera)       | A     | Gerald Asamoah       |
| 15 | Polonia (bandiera)     | D     | Tomasz Wałdoch       |
| 16 | Uruguay (bandiera)     | D     | Darío Rodríguez      |
| 17 | Belgio (bandiera)      | C     | Sven Vermant         |

| N. |                                | Ruolo | Calciatore           |
| -- | ------------------------------ | ----- | -------------------- |
| 18 | Paesi Bassi (bandiera)         | C     | Niels Oude Kamphuis  |
| 19 | Uruguay (bandiera)             | C     | Gustavo Varela       |
| 20 | Serbia e Montenegro (bandiera) | D     | Mladen Krstajić      |
| 21 | Germania (bandiera)            | C     | Alexander Baumjohann |
| 23 | Germania (bandiera)            | D     | Fabian Lamotte       |
| 24 | Germania (bandiera)            | D     | Christian Pander     |
| 25 | Germania (bandiera)            | A     | Kai Hesse            |
| 26 | Germania (bandiera)            | A     | Mike Hanke           |
| 27 | Germania (bandiera)            | D     | Tim Hoogland         |
| 29 | Turchia (bandiera)             | P     | Volkan Ünlü          |
| 30 | Germania (bandiera)            | D     | Christian Petereit   |
| 31 | Germania (bandiera)            | C     | Sven Kmetsch         |
| 32 | Germania (bandiera)            | D     | Niko Bungert         |
| 33 | Marocco (bandiera)             | C     | Mimoun Azaouagh      |
| 34 | Turchia (bandiera)             | A     | Ahmet Cebe           |

## Organigramma societario
Area tecnica
- Allenatore: Ralf Rangnick
- Allenatore in seconda: Eddy Achterberg, Mirko Slomka
- Preparatore dei portieri: Oliver Reck
- Preparatori atletici:

## Calciomercato

### Sessione estiva
| Acquisti | Acquisti            | Acquisti              | Acquisti |
| R.       | Nome                | da                    | Modalità |
| -------- | ------------------- | --------------------- | -------- |
| A        | Ailton              | Werder Brema          |          |
| D        | Bordon              | Stoccarda             |          |
| A        | Kai Hesse           | Schalke 04 (juniores) |          |
| D        | Tim Hoogland        | Schalke 04 (juniores) |          |
| D        | Mladen Krstajić     | Werder Brema          |          |
| C        | Lincoln             | Kaiserslautern        |          |
| D        | Simon Talarek       | Schalke 04 (juniores) |          |
| D        | Marco van Hoogdalem | Roda JC               |          |

| Cessioni | Cessioni            | Cessioni             | Cessioni |
| R.       | Nome                | da                   | Modalità |
| -------- | ------------------- | -------------------- | -------- |
| A        | Victor Agali        | Nizza                |          |
| A        | Eduard Glieder      | FC Superfund         |          |
| D        | Tomasz Hajto        | Norimberga           |          |
| D        | Aníbal Matellán     | Boca Juniors         |          |
| C        | Jochen Seitz        | Kaiserslautern       |          |
| C        | Sérgio Pinto        | Alemannia Aquisgrana |          |
| A        | Filip Trojan        | Bochum               |          |
| D        | Nico Van Kerckhoven | Borussia M'gladbach  |          |

### Sessione invernale
| Acquisti | Acquisti        | Acquisti | Acquisti |
| R.       | Nome            | da       | Modalità |
| -------- | --------------- | -------- | -------- |
| C        | Mimoun Azaouagh | Magonza  |          |

| Cessioni | Cessioni      | Cessioni            | Cessioni |
| R.       | Nome          | da                  | Modalità |
| -------- | ------------- | ------------------- | -------- |
| D        | Simon Talarek | Wattenscheid 09     |          |
| C        | Jörg Böhme    | Borussia M'gladbach |          |

## Risultati

### Bundesliga

#### Girone di andata
| Arbitro: | Trautmann |

|            |           |  |
| Valdez 84’ | Marcatori |  |

| Arbitro: | Sippel |

|                  |           |           |
| Asamoah 25’, 66’ | Marcatori | 18’ Seitz |

| Arbitro: | Meyer |

|  |           |                   |
|  | Marcatori | 34’, 77’ Di Salvo |

| Arbitro: | Albrecht |

|                                |           |  |
| Hristov 29’, 38’ Klimowicz 90’ | Marcatori |  |

| Arbitro: | Keßler |

|                                |           |                            |
| Pander 34’ Varela 59’ Sand 66’ | Marcatori | 5’ Korzynietz 47’ Neuville |

| Arbitro: | Brych |

|            |           |  |
| Mathis 83’ | Marcatori |  |

| Arbitro: | Stark |

|                                         |           |                         |
| Asamoah 9’ K'obiashvili 13’ Lincoln 44’ | Marcatori | 49’ Misimović 65’ Kalla |

| Arbitro: | Gräfe |

|  |           |             |
|  | Marcatori | 76’ Asamoah |

| Arbitro: | Gagelmann |

|                        |           |             |
| Lincoln 25’ Ailton 70’ | Marcatori | 60’ Weiland |

| Arbitro: | Fröhlich |

|  |           |                            |
|  | Marcatori | 10’ (rig.) Ailton 45’ Sand |

| Arbitro: | Wack |

|                                       |           |                       |
| Ailton 1’ K'obiashvili 2’ Lincoln 24’ | Marcatori | 30’ Soldo 32’ Szabics |

| Arbitro: | Trautmann |

|              |           |                       |
| Beinlich 47’ | Marcatori | 79’ Hanke 81’ Lincoln |

| Arbitro: | Fandel |

|             |           |                                  |
| Asamoah 50’ | Marcatori | 42’ Paraíba 71’ Rafael 83’ Kovač |

| Arbitro: | Stark |

|  |           |                                 |
|  | Marcatori | 27’ Sand 37’ Ailton 71’ Lincoln |

| Arbitro: | Gräfe |

|                             |           |          |
| K'obiashvili 28’ Ailton 38’ | Marcatori | 20’ Kauf |

| Arbitro: | Wack |

|  |           |            |
|  | Marcatori | 17’ Ailton |

| Arbitro: | Kemmling |

|              |           |           |
| Krstajić 24’ | Marcatori | 86’ Antar |

#### Girone di ritorno
| Arbitro: | Kircher |

|                        |           |                   |
| Asamoah 48’ Ailton 67’ | Marcatori | 51’ (rig.) Ismaël |

| Arbitro: | Trautmann |

|                                 |           |  |
| Amanatidīs 56’ Blank 74’ (rig.) | Marcatori |  |

| Arbitro: | Fleischer |

|                         |           |                     |
| Prica 66’ Arvidsson 73’ | Marcatori | 25’ Sand 90’ Ailton |

| Arbitro: | Stark |

|                                |           |  |
| Asamoah 12’ Sand 35’ Hanke 86’ | Marcatori |  |

| Arbitro: | Wagner |

|                  |           |                      |
| Böhme 38’ (rig.) | Marcatori | 44’, 66’, 79’ Ailton |

| Arbitro: | Gräfe |

|           |           |  |
| Hanke 65’ | Marcatori |  |

| Arbitro: | Meyer |

|  |           |                        |
|  | Marcatori | 30’ Ailton 77’ Lincoln |

| Arbitro: | Fandel |

|             |           |  |
| Lincoln 69’ | Marcatori |  |

| Arbitro: | Fröhlich |

|                     |           |                    |
| Gerber 1’ Thurk 79’ | Marcatori | 70’ (rig.) Lincoln |

| Arbitro: | Wagner |

|                                       |           |            |
| Hanke 24’, 36’ Ailton 40’ Lincoln 74’ | Marcatori | 55’ Slovák |

| Arbitro: | Stark |

|                       |           |  |
| Kurányi 15’, 47’, 63’ | Marcatori |  |

| Arbitro: | Kircher |

|            |           |                               |
| Asamoah 3’ | Marcatori | 62’ Wicky 87’ (aut.) Krstajić |

| Arbitro: | Meyer |

|                                               |           |          |
| Baştürk 5’ Paraíba 35’ (rig.), 58’ Rafael 50’ | Marcatori | 17’ Sand |

| Arbitro: | Weiner |

|                           |           |                                     |
| Lincoln 30’, 37’ Sand 41’ | Marcatori | 23’ Freier 56’ Berbatov 64’ Voronin |

| Arbitro: | Fleischer |

|  |           |                              |
|  | Marcatori | 9’ (rig.) Lincoln 90’ Ailton |

| Arbitro: | Wack |

|             |           |                     |
| Wałdoch 19’ | Marcatori | 17’ Kehl 43’ Ricken |

| Arbitro: | Weiner |

|                        |           |                         |
| Iashvili 11’ Antar 78’ | Marcatori | 6’ Sand 55’, 89’ Bordon |

### Coppa di Germania
| Arbitro: | Anklam |

|  |           |                        |
|  | Marcatori | 24’ Hanke 78’ Altıntop |

| Arbitro: | Kemmling |

|                                                 |                      |                                          |
| Teber 59’, 95’ Krstajić 61’ (aut.) Hertzsch 90’ | Marcatori            | 32’, 90’ Sand 78’ Lincoln 116’ Krstajić  |
| Zandi Engelhardt Altıntop Hertzsch Wenzel       | Tiri di rigore 3 – 4 | Böhme K'obiashvili Krstajić Sand Lincoln |

| Arbitro: | Kircher |

|  |           |                               |
|  | Marcatori | 32’ (aut.) Husterer 77’ Hanke |

| Arbitro: | Fleischer |

|                            |           |                        |
| Asamoah 39’ Hanke 42’, 53’ | Marcatori | 27’ (rig.) Krupniković |

| Arbitro: | Fröhlich |

|                                                            |                      |                                                      |
| Sand 64’ Ailton 96’                                        | Marcatori            | 84’ Ismaël 94’ Borowski                              |
| Lincoln Vermant Krstajić Kamphuis Ailton K'obiashvili Rost | Tiri di rigore 5 – 4 | Ismaël Stalteri Micoud Borowski Davala Pasanen Ernst |

| Arbitro: | Meyer |

|                    |           |                             |
| Lincoln 45’ (rig.) | Marcatori | 42’ Makaay 76’ Salihamidžić |

### Coppa Intertoto
| Arbitro: | Šedivý |

|                                                                       |           |  |
| Krstajić 19’ Altıntop 40’ Ailton 50’ Kläsener 81’ Tanevski 90’ (aut.) | Marcatori |  |

| Arbitro: | Bertolini |

|             |           |                    |
| Wandeir 84’ | Marcatori | 4’ Pander 15’ Sand |

| Arbitro: | Halsey |

|           |           |                                   |
| Lucena 8’ | Marcatori | 40’ Ailton 71’ Hanke 87’ Altıntop |

| Arbitro: | Dávila |

|                                    |           |  |
| Hanke 11’ Altıntop 54’ Asamoah 63’ | Marcatori |  |

| Arbitro: | Rosetti |

|                        |           |               |
| Ailton 26’ Asamoah 42’ | Marcatori | 75’ Zápotočný |

| Arbitro: | Baskakov |

|  |           |            |
|  | Marcatori | 87’ Ailton |

### Coppa UEFA

#### Fase ad eliminazione diretta
| Arbitro: | Ingvarsson |

|                                                 |           |               |
| Sand 19’, 52’, 59’ K'obiashvili 66’ Asamoah 89’ | Marcatori | 34’ Katasonov |

| Arbitro: | McDonald |

|  |           |                              |
|  | Marcatori | 44’ Sand 64’, 74’, 88’ Hanke |

#### Fase a gironi
| Arbitro: | Verbist |

|                 |           |             |
| K'obiashvili 8’ | Marcatori | 81’ Delgado |

| Arbitro: | Ivanov |

|  |           |             |
|  | Marcatori | 73’ Lincoln |

| Arbitro: | Colombo |

|                                    |           |  |
| Gyepes 15’ (aut.) K'obiashvili 40’ | Marcatori |  |

| Arbitro: | Messias |

|                |           |          |
| Kalou 33’, 40’ | Marcatori | 6’ Hanke |

#### Fase ad eliminazione diretta
| Arbitro: | Berntsen |

|             |           |           |
| Brandão 85’ | Marcatori | 7’ Ailton |

| Arbitro: | Hriňák |

|  |           |              |
|  | Marcatori | 21’ Aghahowa |

## Statistiche

### Statistiche di squadra
| Competizione      | Punti | In casa | In casa | In casa | In casa | In casa | In casa | In trasferta | In trasferta | In trasferta | In trasferta | In trasferta | In trasferta | Totale | Totale | Totale | Totale | Totale | Totale | DR  |
| Competizione      | Punti | G       | V       | N       | P       | Gf      | Gs      | G            | V            | N            | P            | Gf           | Gs           | G      | V      | N      | P      | Gf     | Gs     | DR  |
| ----------------- | ----- | ------- | ------- | ------- | ------- | ------- | ------- | ------------ | ------------ | ------------ | ------------ | ------------ | ------------ | ------ | ------ | ------ | ------ | ------ | ------ | --- |
| Bundesliga        | 63    | 17      | 11      | 2       | 4       | 33      | 24      | 17           | 9            | 1            | 7            | 23           | 22           | 34     | 20     | 3      | 11     | 56     | 46     | +10 |
| Coppa di Germania | -     | 3       | 1       | 1       | 1       | 6       | 5       | 3            | 2            | 1            | 0            | 8            | 4            | 6      | 3      | 2      | 1      | 14     | 9      | +5  |
| Coppa Intertoto   | -     | 3       | 3       | 0       | 0       | 10      | 1       | 3            | 3            | 0            | 0            | 6            | 2            | 6      | 6      | 0      | 0      | 16     | 3      | +13 |
| Coppa UEFA        | -     | 4       | 2       | 1       | 1       | 8       | 3       | 4            | 2            | 1            | 1            | 7            | 3            | 8      | 4      | 2      | 2      | 15     | 6      | +9  |
| Totale            | 63    | 27      | 17      | 4       | 6       | 57      | 33      | 27           | 16           | 3            | 8            | 44           | 31           | 54     | 33     | 7      | 14     | 101    | 64     | +37 |

### Andamento in campionato
| Giornata  | 1  | 2 | 3  | 4  | 5  | 6  | 7 | 8 | 9 | 10 | 11 | 12 | 13 | 14 | 15 | 16 | 17 | 18 | 19 | 20 | 21 | 22 | 23 | 24 | 25 | 26 | 27 | 28 | 29 | 30 | 31 | 32 | 33 | 34 |
| --------- | -- | - | -- | -- | -- | -- | - | - | - | -- | -- | -- | -- | -- | -- | -- | -- | -- | -- | -- | -- | -- | -- | -- | -- | -- | -- | -- | -- | -- | -- | -- | -- | -- |
| Luogo     | T  | C | C  | T  | C  | T  | C | T | C | T  | C  | T  | C  | T  | C  | T  | C  | C  | T  | T  | C  | T  | C  | T  | C  | T  | C  | T  | C  | T  | C  | T  | C  | T  |
| Risultato | P  | V | P  | P  | V  | P  | V | V | V | V  | V  | V  | P  | V  | V  | V  | N  | V  | P  | N  | V  | V  | V  | V  | V  | P  | V  | P  | P  | P  | N  | V  | P  | V  |
| Posizione | 15 | 9 | 15 | 17 | 12 | 15 | 7 | 6 | 6 | 6  | 2  | 2  | 3  | 3  | 2  | 2  | 2  | 2  | 2  | 2  | 2  | 2  | 2  | 2  | 1  | 2  | 2  | 2  | 2  | 2  | 2  | 2  | 2  | 2  |

Legenda:

Luogo: C = Casa; T = Trasferta. Risultato: V = Vittoria; N = Pareggio; P = Sconfitta.

### Statistiche dei giocatori
| Giocatore        | Bundesliga | Bundesliga | Bundesliga  | Bundesliga | Coppa di Germania | Coppa di Germania | Coppa di Germania | Coppa di Germania | Coppa Intertoto | Coppa Intertoto | Coppa Intertoto | Coppa Intertoto | Coppa UEFA | Coppa UEFA | Coppa UEFA  | Coppa UEFA | Totale   | Totale | Totale      | Totale     |
| Giocatore        | Presenze   | Reti       | Ammonizioni | Espulsioni | Presenze          | Reti              | Ammonizioni       | Espulsioni        | Presenze        | Reti            | Ammonizioni     | Espulsioni      | Presenze   | Reti       | Ammonizioni | Espulsioni | Presenze | Reti   | Ammonizioni | Espulsioni |
| ---------------- | ---------- | ---------- | ----------- | ---------- | ----------------- | ----------------- | ----------------- | ----------------- | --------------- | --------------- | --------------- | --------------- | ---------- | ---------- | ----------- | ---------- | -------- | ------ | ----------- | ---------- |
| A. Ailton        | 29         | 14         | 1           | 1          | 2                 | 1                 | 0                 | 0                 | 6               | 4               | 0               | 0               | 7          | 1          | 0           | 0          | 44       | 20     | 1           | 1          |
| H. Altıntop      | 30         | 0          | 5           | 0          | 6                 | 1                 | 3                 | 0                 | 6               | 3               | 0               | 0               | 8          | 0          | 1           | 0          | 50       | 4      | 9           | 0          |
| G. Asamoah       | 31         | 8          | 6           | 0          | 5                 | 1                 | 2                 | 0                 | 6               | 2               | 1               | 0               | 7          | 1          | 1           | 0          | 49       | 12     | 10          | 0          |
| M. Azaouagh      | 0          | 0          | 0           | 0          | 0                 | 0                 | 0                 | 0                 | 0               | 0               | 0               | 0               | 0          | 0          | 0           | 0          | 0        | 0      | 0           | 0          |
| A. Baumjohann    | 0          | 0          | 0           | 0          | 0                 | 0                 | 0                 | 0                 | 0               | 0               | 0               | 0               | 0          | 0          | 0           | 0          | 0        | 0      | 0           | 0          |
| M. Bordon        | 27         | 2          | 6           | 0          | 4                 | 0                 | 0                 | 0                 | 2               | 0               | 0               | 0               | 4          | 0          | 0           | 0          | 37       | 2      | 6           | 0          |
| N. Bungert       | 0          | 0          | 0           | 0          | 0                 | 0                 | 0                 | 0                 | 0               | 0               | 0               | 0               | 0          | 0          | 0           | 0          | 0        | 0      | 0           | 0          |
| J. Böhme         | 2          | 0          | 0           | 0          | 2                 | 0                 | 0                 | 0                 | 4               | 0               | 1               | 0               | 2          | 0          | 0           | 0          | 10       | 0      | 1           | 0          |
| A. Cebe          | 0          | 0          | 0           | 0          | 0                 | 0                 | 0                 | 0                 | 0               | 0               | 0               | 0               | 0          | 0          | 0           | 0          | 0        | 0      | 0           | 0          |
| M. Delura        | 8          | 0          | 0           | 0          | 2                 | 0                 | 1                 | 0                 | 2               | 0               | 0               | 0               | 2          | 0          | 0           | 0          | 14       | 0      | 1           | 0          |
| M. Hanke         | 25         | 5          | 2           | 0          | 5                 | 4                 | 1                 | 0                 | 6               | 2               | 0               | 0               | 6          | 4          | 1           | 0          | 42       | 15     | 4           | 0          |
| C. Heimeroth     | 3          | 0          | 0           | 0          | 1                 | 0                 | 0                 | 0                 | 0               | 0               | 0               | 0               | 0          | 0          | 0           | 0          | 4        | 0      | 0           | 0          |
| K. Hesse         | 0          | 0          | 0           | 0          | 0                 | 0                 | 0                 | 0                 | 0               | 0               | 0               | 0               | 0          | 0          | 0           | 0          | 0        | 0      | 0           | 0          |
| T. Hoogland      | 3          | 0          | 0           | 0          | 1                 | 0                 | 0                 | 0                 | 1               | 0               | 0               | 0               | 0          | 0          | 0           | 0          | 5        | 0      | 0           | 0          |
| N. Kamphuis      | 25         | 0          | 5           | 0          | 6                 | 0                 | 0                 | 0                 | 5               | 0               | 0               | 0               | 6          | 0          | 1           | 0          | 42       | 0      | 6           | 0          |
| T. Kläsener      | 3          | 0          | 0           | 0          | 2                 | 0                 | 0                 | 0                 | 4               | 1               | 0               | 0               | 2          | 0          | 0           | 0          | 11       | 1      | 0           | 0          |
| S. Kmetsch       | 0          | 0          | 0           | 0          | 0                 | 0                 | 0                 | 0                 | 0               | 0               | 0               | 0               | 0          | 0          | 0           | 0          | 0        | 0      | 0           | 0          |
| L. K'obiashvili  | 32         | 3          | 9           | 0          | 5                 | 0                 | 1                 | 0                 | 5               | 0               | 0               | 0               | 8          | 3          | 0           | 0          | 50       | 6      | 10          | 0          |
| M. Krstajić      | 28         | 1          | 7           | 0          | 5                 | 1                 | 2                 | 0                 | 6               | 1               | 0               | 0               | 6          | 0          | 1           | 0          | 45       | 3      | 10          | 0          |
| F. Lamotte       | 3          | 0          | 1           | 0          | 0                 | 0                 | 0                 | 0                 | 0               | 0               | 0               | 0               | 1          | 0          | 0           | 0          | 4        | 0      | 1           | 0          |
| C. Lincoln       | 31         | 12         | 3           | 2          | 6                 | 2                 | 0                 | 0                 | 4               | 0               | 0               | 0               | 5          | 1          | 0           | 0          | 46       | 15     | 3           | 2          |
| C. Pander        | 24         | 1          | 2           | 0          | 4                 | 0                 | 0                 | 0                 | 4               | 1               | 0               | 0               | 6          | 0          | 0           | 0          | 38       | 2      | 2           | 0          |
| C. Petereit      | 0          | 0          | 0           | 0          | 0                 | 0                 | 0                 | 0                 | 0               | 0               | 0               | 0               | 0          | 0          | 0           | 0          | 0        | 0      | 0           | 0          |
| C. Poulsen       | 32         | 0          | 8           | 1          | 6                 | 0                 | 1                 | 0                 | 2               | 0               | 0               | 0               | 8          | 0          | 0           | 0          | 48       | 0      | 9           | 1          |
| D. Rodríguez     | 15         | 0          | 2           | 0          | 2                 | 0                 | 0                 | 0                 | 1               | 0               | 1               | 0               | 3          | 0          | 0           | 0          | 21       | 0      | 3           | 0          |
| F. Rost          | 31         | 0          | 1           | 0          | 5                 | 0                 | 0                 | 0                 | 6               | 0               | 0               | 0               | 8          | 0          | 1           | 0          | 50       | 0      | 2           | 0          |
| E. Sand          | 28         | 8          | 3           | 0          | 5                 | 3                 | 0                 | 0                 | 2               | 1               | 0               | 0               | 8          | 4          | 0           | 0          | 43       | 16     | 3           | 0          |
| S. Talarek       | 0          | 0          | 0           | 0          | 0                 | 0                 | 0                 | 0                 | 0               | 0               | 0               | 0               | 0          | 0          | 0           | 0          | 0        | 0      | 0           | 0          |
| G. Varela        | 11         | 1          | 4           | 0          | 2                 | 0                 | 0                 | 0                 | 1               | 0               | 0               | 0               | 4          | 0          | 0           | 0          | 18       | 1      | 4           | 0          |
| S. Vermant       | 22         | 0          | 3           | 0          | 4                 | 0                 | 1                 | 0                 | 6               | 0               | 2               | 0               | 5          | 0          | 0           | 0          | 37       | 0      | 6           | 0          |
| T. Wałdoch       | 14         | 1          | 1           | 0          | 3                 | 0                 | 1                 | 0                 | 4               | 0               | 0               | 0               | 5          | 0          | 0           | 0          | 26       | 1      | 2           | 0          |
| M. van Hoogdalem | 0          | 0          | 0           | 0          | 0                 | 0                 | 0                 | 0                 | 0               | 0               | 0               | 0               | 0          | 0          | 0           | 0          | 0        | 0      | 0           | 0          |
| V. Ünlü          | 0          | 0          | 0           | 0          | 0                 | 0                 | 0                 | 0                 | 0               | 0               | 0               | 0               | 0          | 0          | 0           | 0          | 0        | 0      | 0           | 0          |